# Strutton Islands
Strutton Islands är öar i Kanada.   De ligger i territoriet Nunavut, i den östra delen av landet, 800 km norr om huvudstaden Ottawa.